# Millinocket
Millinocket ist eine Town im Penobscot County des Bundesstaates Maine in den Vereinigten Staaten. Im Jahr 2020 lebten dort 4114 Einwohner in 2530 Haushalten auf einer Fläche von 47,19 km².

## Geografie

### Geografische Lage
Millinocket liegt nahe einer Seenplatte am Ostrand der Appalachen auf etwa 120 bis 125 m Höhe. Die Kleinstadt wird vom Millinocket Stream durchzogen und vom Pemadumcook Lake im Westen und Dolby Pond im Osten umrahmt. Das Gebiet wird durch den Westarm des Penobscot River entwässert.
Etwa 40 km nordwestlich erhebt sich der höchste Berg Maines, der Mount Katahdin, inmitten des Baxter State Park. Ebenfalls etwa 40 km entfernt, doch westlich gelegen, erstreckt sich der größte See Maines, der Moosehead Lake.

### Nachbargemeinden
Die nächstgrößere Stadt ist Old Town, etwa 45 km nördlich. Näher und durch ein gemeinsames Wirtschaftsförderungsprojekt verbunden liegen East Millinocket (etwa 10 km) und Medway (etwa 15 km) östlich an bzw. auf dem Weg zur Interstate 95. Die nächste nennenswerte Siedlung im Westen ist das etwa 7 Kilometer entfernte Norcross.

### Stadtgliederung
In Millinocket gibt es mit dem Village Millinocket nur ein Siedlungsgebiet.

### Klima
Die mittlere Durchschnittstemperatur in Millinocket liegt zwischen −11,1 °C (12 °Fahrenheit) im Januar und 20,0 °C (68 °Fahrenheit) im Juli. Damit ist der Ort gegenüber dem langjährigen Mittel der USA um etwa 9 Grad kühler. Die Schneefälle zwischen Oktober und Mai liegen mit bis zu zweieinhalb Metern mehr als doppelt so hoch wie die mittlere Schneehöhe in den USA; die tägliche Sonnenscheindauer liegt am unteren Rand des Wertespektrums der USA.

## Geschichte
Millinocket wurde am 16. März 1901 an der Stelle einer Farm gegründet, die seit 1830 von dem Siedler Thomas Fowler, seiner Frau und deren acht Kindern betrieben wurde. An die Farm grenzte eine Siedlung der Abenaki-Indianer an, von denen der Name der Stadt herrührt: Millinocket bedeutet in ihrer Sprache „Viele Inseln im Fluss“. Anlass für die Stadtgründung war die Errichtung eines Staudammes und zweier Papiermühlen der Great Northern Paper Company, die an dieser Stelle ab 1899 errichtet worden waren. Die dort Beschäftigten brauchten eine Siedlung in der spärlich bewohnten Waldlandschaft.
Als lokales Zentrum der Papierindustrie ging von Millinocket eine weiträumige Entwaldung des umliegenden Gebietes aus, von der sich das Gebiet seit dem Ende des radikalen Holzeinschlags und dem Beginn der Wiederaufforstung in den 1960er Jahren allmählich erholt. Anlass für dieses Vorgehen waren nicht etwa umweltpolitische Gründe, sondern der steigende Tourismus, der Millinocket als zentralen Versorgungsort für den nahe gelegenen Baxter State Park mit dem höchsten Berg Mains, dem Mount Katahdin, und der fischreichen Seenplatte mit dem größten See Maines, dem Moosehead Lake.
Ein Rückgang der Nachfrage nach den in Millinocket produzierten Papiersorten sowie der Wettbewerb mit anderen nationalen und internationalen Herstellern führten ab den 1990er-Jahren zu Umsatz- und Gewinnrückgängen der Betreibergesellschaft Great Northern Nekoosa. 1999 erwarb das kanadische Unternehmen Inexcon Maine die beiden Papierfabriken, musste aber 2002 Insolvenz anmelden und die Produktion einstellen. 2003 wurden die Anlagen durch Brookfield erworben und als Katahdin Paper wieder in Betrieb genommen, 2008 aber erneut stillgelegt. Nach einem erneuten Eigentümerwechsel reaktivierte der neue Besitzer, Cate Street Capital, im Jahr 2011 das Werk in East Millinocket und den Namen Great Northern Paper. Im Sommer 2014 wurde die Papierherstellung jedoch endgültig beendet.
Bis in die frühen 1980er-Jahre hatte die Papier- und Forstindustrie in und um Millinocket über 4000 Personen beschäftigt. Von der Schließung im Jahr 2002 waren etwa 600 Arbeiter direkt betroffen; zuletzt waren nach 2011 noch etwa 250 Personen bei Great Northern Paper angestellt. Andere Industrie existiert kaum in Millinocket und der zunehmende, aber saisonale Tourismus konnte den Wegfall der Industriearbeitsplätze nicht vollständig kompensieren. Die Einwohnerzahl von Millinocket sank von 1990 bis 2020 um mehr als ein Drittel, während das Durchschnittsalter stieg. Die Arbeitslosenrate schwankte von 2008 bis 2014 zwischen 9,6 und 21 %. Seither sank die Zahl der registrierten Arbeitslosen, doch liegt der Anteil der Erwerbstätigen unter den gesamten erwachsenen Einwohnern in Millinocket etwa 15 % unter dem Durchschnitt des Bundesstaats Maine (2020: 40,9 % gegenüber 58,2 %).

### Einwohnerentwicklung
| Volkszählungsergebnisse – Town of Newport, Maine | Volkszählungsergebnisse – Town of Newport, Maine | Volkszählungsergebnisse – Town of Newport, Maine | Volkszählungsergebnisse – Town of Newport, Maine | Volkszählungsergebnisse – Town of Newport, Maine | Volkszählungsergebnisse – Town of Newport, Maine | Volkszählungsergebnisse – Town of Newport, Maine | Volkszählungsergebnisse – Town of Newport, Maine | Volkszählungsergebnisse – Town of Newport, Maine | Volkszählungsergebnisse – Town of Newport, Maine | Volkszählungsergebnisse – Town of Newport, Maine |
| Jahr                                             | 1900                                             | 1910                                             | 1920                                             | 1930                                             | 1940                                             | 1950                                             | 1960                                             | 1970                                             | 1980                                             | 1990                                             |
| ------------------------------------------------ | ------------------------------------------------ | ------------------------------------------------ | ------------------------------------------------ | ------------------------------------------------ | ------------------------------------------------ | ------------------------------------------------ | ------------------------------------------------ | ------------------------------------------------ | ------------------------------------------------ | ------------------------------------------------ |
| Einwohner                                        |                                                  | 3368                                             | 4528                                             | 5830                                             | 6223                                             | 5890                                             | 7453                                             | 7742                                             | 7567                                             | 6956                                             |
| Jahr                                             | 2000                                             | 2010                                             | 2020                                             | 2030                                             | 2040                                             | 2050                                             | 2060                                             | 2070                                             | 2080                                             | 2090                                             |
| Einwohner                                        | 5203                                             | 4506                                             | 4114                                             |                                                  |                                                  |                                                  |                                                  |                                                  |                                                  |                                                  |

## Kultur und Sehenswürdigkeiten

### Museen
Neben dem Millinocket Town Museum, das die Stadtgeschichte darstellt, öffnet an den Wochenenden der Wintersaison das Millinocket Antique Snowmobile Museum, in dem anhand von 21 alten Exemplaren und einer Reihe alter Fotos die Entwicklung der Motorschlitten dargestellt wird. Es ist das einzige Museum seiner Art in den USA.

### Bauwerke
In Millinocket wurden sieben Archäologische Stätten unter Denkmalschutz gestellt und ins National Register of Historic Places aufgenommen. Die Lage dieser Stätten wird nicht bekannt gegeben.

### Sport
Mitten im Stadtgebiet liegt die Golffläche des Hillcrest Golf Club.

## Wirtschaft und Infrastruktur

### Verkehr
Millinocket ist über die Interstate 95, die etwa 15 km östlich vorbeiführt, gut an die Außenwelt angebunden. 
Die von der Bangor and Aroostook Railroad errichtete Bahnstrecke Brownville–Saint-Leonard, die durch den Ort führt, ist eine reine Frachtverbindung. 
Der Millinocket Municipal Airport, der direkt am südlichen Stadtrand liegt, wird überwiegend von der Allgemeinen Luftfahrt (General Aviation) sowie zu einem geringen Anteil (2019/2020: etwa 11 % der Flüge) militärisch genutzt.

### Medien
In Millinocket erscheinen zwei Wochenblätter: seit 2002 der zur Gruppe der "Maine Free Press, LLC" gehörende "Magic City Morning Star" und die "Katahdin Press", die 2005 durch den Zusammenschluss der Blätter "Katahdin Times" und "Community Press" entstand.

### Öffentliche Einrichtungen
- Das öffentliche Krankenhaus der Umgebung: Millinocket Regional Hospital
- Die Stadtbibliothek: Millinocket Memorial Library
- Das öffentliche Wirtschaftsförderungs-Zentrum: Millinocket Area Growth & Investment Council

### Bildung
Die Stadt betreibt drei Schulen, die die normale Schulausbildung bis zur 12. Klasse abdecken; weitergehende Studien müssen auswärts betrieben werden. Für 2004 werden von der Schulbehörde 256 Grundschüler (bis zur 5. Klasse), 195 Mittelschüler (6. – 8. Klasse) und 278 Hochschüler (9. bis 12. Klasse) ausgewiesen.

## Persönlichkeiten

### Söhne und Töchter der Stadt
- George F. Carrier (1918–2002), Professor für Angewandte Mathematik
- Joseph John Gerry (1928–2023), Ordensgeistlicher, Bischof von Portland
- Marc Macaulay (* 1957), Schauspieler
- Mike Michaud (* 1955), Politiker